# Steven R. McQueen
Steven R. McQueen (født Steven Chadwick McQueen 13. juni 1988 i Los Angeles) er en amerikansk skuespiller, der er bedst kendt for sin rolle som Elenas lillebror Jeremy Gilbert i The Vampire Diaries.
Steven har blandt andet medvirket i Piranha 3D og er nu i gang med sin anden tv-serie Band Up.[kilde mangler]